# دورنیه دو ان
دورنیه دو ان (به آلمانی: Dornier Do N) یا بمب‌افکن سنگین گونه ۸۷ (به ژاپنی: 八七式重爆撃機) یک هواگرد تک‌باله دو موتوره نظامی بود که میانه دهه ۱۹۲۰ در شرکت دورنیه در آلمان طراحی و ۲۸ فروند از آن با مجوز توسط شرکت کاواساکی در امپراتوری ژاپن تولید شد.

## طراحی و خدمت
شرکت کاواساکی اوایل سال ۱۹۲۴ سفارشی از نیروی زمینی امپراتوری ژاپن برای یک بمب‌افکن شبانه تک‌باله تمام‌فلزی جدید برای جایگزینی بمب‌افکن‌های پیشین گونه ۱ و ۲ دریافت کرد. کاواساکی از شرکت آلمانی دورنیه برای طراحی و ساخت این گونه درخواست کمک کرد. تاکِزاکی توموکیچی، مدیر کل دپارتمان هواگردسازی کاواساکی به همراه پنج مهندس ژاپنی ماه مارس سال ۱۹۲۴ به آلمان رفت و دیداری از شرکت‌های دورنیه و ب‌ام‌و داشت. قراردادهای همکاری امضا شد و شرکت دورنیه هفت مهندس خود را به سرپرستی ریشارت فوگت به ژاپن فرستاد. کلاود دورنیه هم شخصاً برای هماهنگی‌های لازم بین دو شرکت به ژاپن رفت.
به دستور نیروی زمینی امپراتوری ژاپن پروژه هواگرد که در ابتدا «دورنیه دو اِن» نام گرفت، فوق سری بود. کار طراحی هواگرد در کارخانه دورنیه در سوئیس انجام شد. کاواساکی دو پیش‌نمونه تولید کرد که نخستین مورد ماه ژانویه سال ۱۹۲۶ و دومی تابستان همان سال تکمیل شد. در اثر تأخیر تولید موتور ب‌ام‌و ۶ در شرکت کاواساکی، پیش‌نمونه‌ها نیرومحرکه خود را از موتور نِیپیِر لایِن وارد شده از بریتانیا، می‌گرفتند. هواگرد پیکربندی دو موتوره تک‌باله بال‌چتری داشت. سازه آن تمام فلزی سراسر با پوسته تنش‌دار بود. شش خدمه شامل خلبان، کمک‌خلبان، بمب‌انداز/تیربارچی دماغه، ناوبر، بیسیم‌چی و مهندس/تیربارچی دم در آن قرار می‌گرفتند. نسخه تولید از دو موتور ب‌ام‌و ۶ با توان ۶۰۰ اسب بخار استفاده می‌کرد که پشت‌سرهم نصب می‌شدند و ملخ‌های دو تیغه چوبی را به چرخش درمی‌آوردند. تسلیحات دفاعی شامل سه مسلسل ۷٫۷ میلی‌متری در جایگاه‌های دماغه، سقف و پشت کف می‌شد.
هواگرد همانند نسخه خشکی‌پایه قایق پرنده دورنیه وال بود که شرکت آلمانی به تازگی پدیدآورده بود. آزمایش‌ها نزدیک به یک سال ادامه داشت تا این که در نهایت هواگرد بهار سال ۱۹۲۷ رسماً با عنوان «بمب‌افکن سنگین گونه ۸۷» به خدمت نیروی زمینی امپراتوری ژاپن درآمد. تولید از سال ۱۹۲۸ تا سال ۱۹۳۲ ادامه داشت و در مجموع ۲۸ فروند (شامل دو پیش‌نمونه) تحویل نیروی زمینی امپراتوری ژاپن شد. شش تا نه فروند در زرادخانه توپخانه نیروی زمینی در آتسوتا در ناگویا تولید شد.
این نخستین بمب‌افکن ژاپنی بود که می‌توانست یک تن بمب حمل کند. اوایل دوره خدمت مشکلاتی در زمینه توان، استحکام ساختاری و پایداری هواگرد بروز کرد. با وجود این کاستی‌ها، بمب‌افکن سنگین گونه ۸۷ هواگرد اصلی نیروی بمب‌افکن سنگین به حساب می‌آمد و بدون صورت گرفتن تغییر چشم‌گیری در آن خدمت کرد. این گونه نخستین بمب‌افکنی بود که از سال ۱۹۲۷ در هاماماتسو، پایگاه اصلی بمب‌افکن‌های ژاپنی مستقر شد. تعدادی از این بمب‌افکن‌ها هم در کاگامیگاهارا و تاچیکاوا بودند. در جریان حوادث منچوری یک اسکادران از بمب‌افکن‌های سنگین گونه ۸۷ به شکل آزمایشی برای مدت کوتاهی در این کارزار به‌کار گرفته شد. این گونه با وجود این که در زمان خود پیشرفت بزرگی برای نیروی زمینی به حساب می‌آمد اما بیش از حد کند بود و مورد علاقه خدمه نبود.

## مشخصات فنی
مشخصات عمومی
- خدمه: ۶ نفر
- طول: ۱۸ متر
- ارتفاع: ۵٫۸۵ متر
- طول بال: ۲۶٫۸ متر
- مساحت بال: ۱۲۱ متر مربع
- وزن خالی: ۴٬۴۰۰ کیلوگرم
- وزن بارگذاری‌شده: ۷٬۶۵۰ کیلوگرم

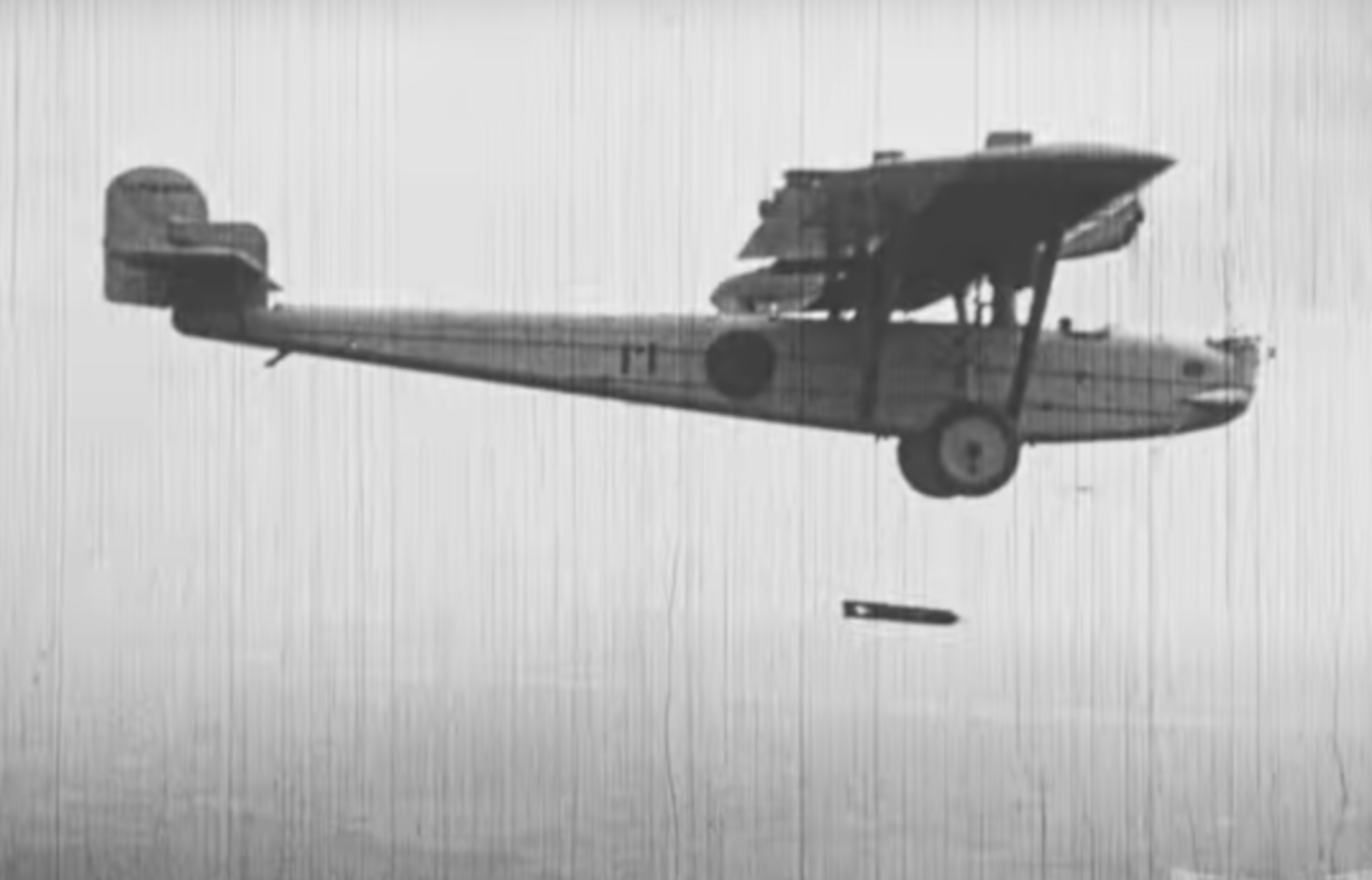

- بار بر بال: ۶۴٫۱ کیلوگرم بر متر مربع
- نیرومحرکه: ۲ × موتور وی‌شکل ۱۲ سیلندر ب‌ام‌و ۶ خنک شونده با آب: ۶۰۰ اسب بخار
- نسبت وزن به توان: ۸٫۵۵ کیلوگرم بر اسب بخار

عملکرد
- حداکثر سرعت: ۹۷٫۵ گره (۱۸۰ کیلومتر بر ساعت) در سطح دریا
- پایاسیر: ۹۲ گره (۱۷۰ کیلومتر بر ساعت)
- سرعت اوج‌گیری: ۳٬۰۰۰ متر در ۴۴ دقیقه
- سقف پرواز: ۵٬۰۰۰ متر

تسلیحات
- ۳ × مسلسل ۷٫۷ میلی‌متری در جایگاه‌های دماغه، سقف و پشت کف
- ۱٬۰۰۰ کیلوگرم بمب